# Noul Organon

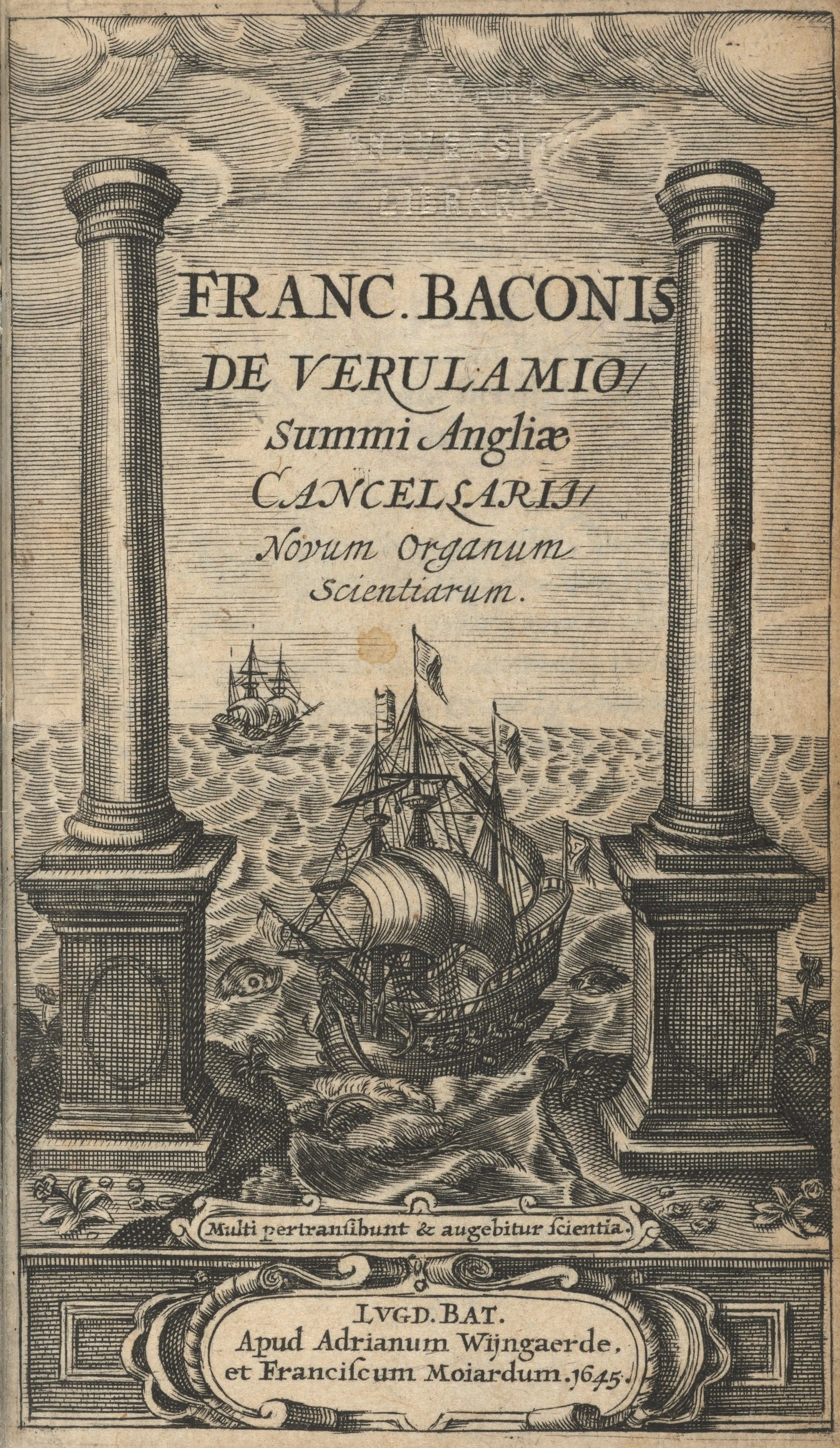
Ilustrația paginii de titlu Instauratio magna

Noul Organon (titlul original complet Novum Organum Scientiarum - noul instrument al științelor) este o lucrare filosofică de Francis Bacon, scrisă în latină și publicată în 1620. Titlul este o trimitere la lucrarea lui Aristotel Organon, care a fost tratatul lui despre logică și silogism. În Novum Organum, Bacon detaliază un nou sistem de logică pe care el consideră a fi superior față de vechile moduri de silogism. Acesta este acum cunoscut sub numele de metodă baconiană.
Citatul latin Multi pertransibunt & augebitur scientia de pe pagina de titlu este preluat din cartea lui Daniel (12:4) și se traduce „Mulți o vor citi [parcurge] și cunoștința va crește”.

## Legături externe
- "Francis Bacon" la Începutul Moderne Texte, cu traducere în limba engleză Noul Organon, pregătit de către Jonathan Bennett cu ajustări pentru a face textul mai accesibil
- Noul Organon, traducere în limba engleză, pe baza 1863 traducere de James Spedding, Robert Leslie Ellis, și Douglas Denon Heath
- Novum Organum (limba engleză), Thomas Fowler (ed., note, etc.) McMillan și Co., Clarendon Press, Oxford (1878), domeniu public
- Novum Organum, original Latin text
- Noul Organon carte audio din domeniul public la LibriVox